# Ewgrapi-Schewardnadse-Stadion
Das Ewgrapi-Schewardnadse-Stadion (georgisch ევგრაფი შევარდნაძის სტადიონი) ist ein Fußballstadion in der georgischen Kleinstadt Lantschchuti in der Region Gurien.
Es bietet heute Platz für 8000 Zuschauer und ist die Heimspielstätte des georgischen Vereins FC Guria Lantschchuti, der momentan in der dritten georgischen Liga spielt. Das Stadion ist dafür bekannt, dass es das erste reine Fußballstadion (ohne Leichtathletikanlage) in der Sowjetunion war.